# Les Comancheros
Pour plus de détails, voir Fiche technique et Distribution.

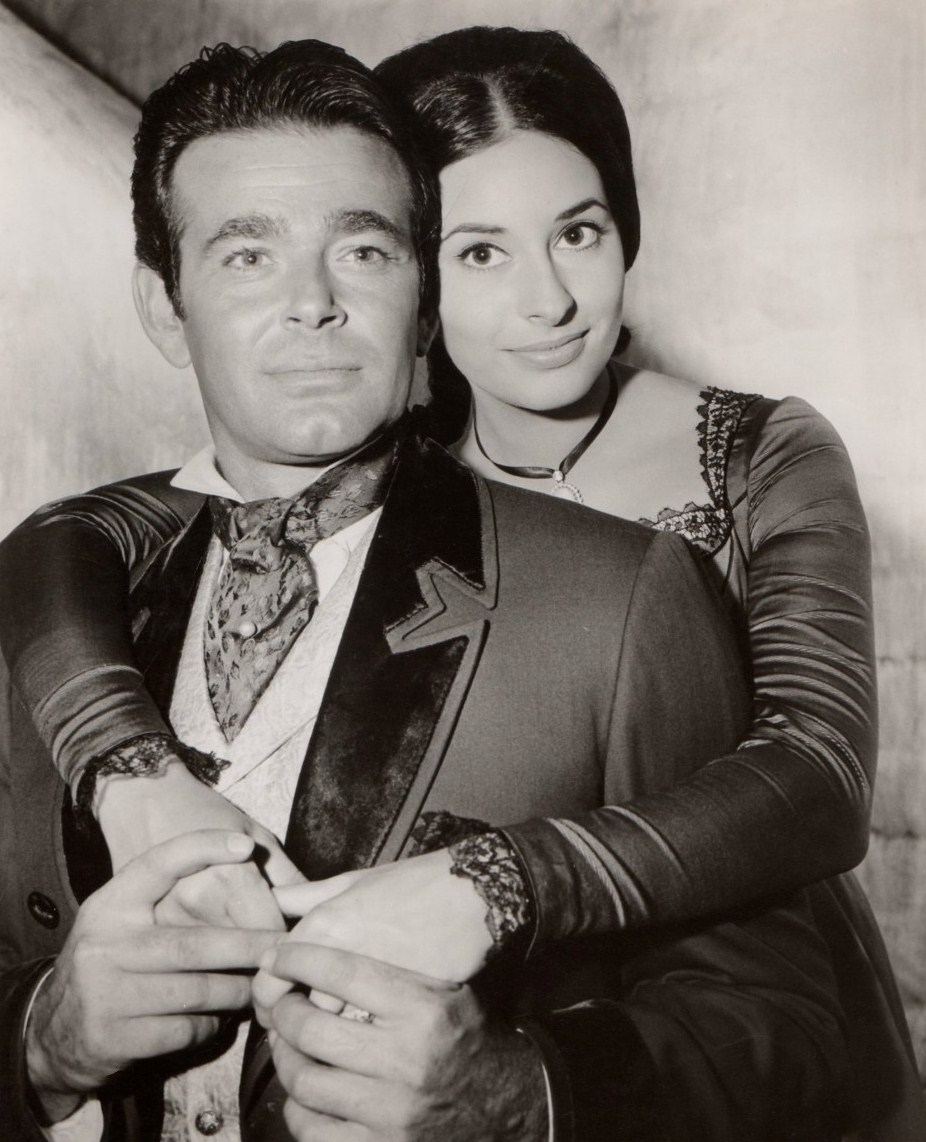
Stuart Whitman et Ina Balin

Les Comancheros (The Comancheros) est un western américain réalisé
par Michael Curtiz, sorti en 1961.
En tête de la distribution, on trouve John Wayne, avec à ses côtés Stuart Whitman, Lee Marvin, Ina Balin, Nehemiah Persoff et Joan O'Brien.

## Synopsis
En 1843 à La Nouvelle Orléans, Paul Regret, joueur professionnel, tue un rival en duel. Il s'enfuit par bateau au Texas où le capitaine des Rangers Jake Cutter l'arrête. Il parvient à s'échapper mais est rattrapé par Jake Cutter. Il se rachètera en affrontant avec bravoure, à ses côtés, les « Comancheros », des Blancs qui s'allient aux Indiens pour se livrer au pillage des ranchs de la région.

## Fiche technique
- Titre : Les Comancheros
- Titre original : The Comancheros
- Réalisation : Michael Curtiz
- Scénario : James Edward Grant et Clair Huffaker, d'après le roman de Paul I. Wellman (en)
- Photographie : William H. Clothier Cinemascope Deluxecolor
- Montage : Louis Loeffler
- Musique : Elmer Bernstein
- Costumes : Marjorie Best
- Pays de production :  États-Unis
- Tournage : du 30 octobre 1961 au mois d'août 1961 en Utah et en Arizona
- Genre : Film d'aventure, Film d'action, Western
- Durée : 107 minutes
- Date de sortie : 
  - États-Unis : 30 octobre 1961

## Distribution
- John Wayne (VF : Claude Bertrand) : Jake Cutter
- Stuart Whitman (VF : Marc Cassot) : Paul Regret
- Lee Marvin (VF : Georges Aminel) : Tully Crow
- Ina Balin (VF : Nathalie Nerval) : Pilar Graile
- Nehemiah Persoff (VF : Georges Hubert) : Graile
- Michael Ansara (VF : Henry Djanik) : Amelung
- Patrick Wayne (VF : Jean Fontaine) : Tobe
- Bruce Cabot (VF : Claude Péran) : Major Henry
- Joan O'Brien (VF : Joëlle Janin) : Melinda Marshall
- Jack Elam (VF : Marcel Bozzuffi) : Horseface
- Guinn « Big Boy » Williams (VF : Pierre Morin) : Ed McBain
- Edgar Buchanan (VF : Paul Villé) : Judge Thaddeus Jackson Breen
- Henry Daniell (VF : Richard Francœur) : Gireaux
- Richard Devon (VF : Jacques Beauchey) : Esteban

Acteurs non crédités
- Jon Lormer : un vieux passager du bateau
- Gregg Palmer : Emil Bouvier, duelliste

Cascades
Jack N. Young

## Autour du film
- Le réalisateur Michael Curtiz étant tombé malade au cours du tournage (ce sera son dernier film, il décédera d'un cancer en avril 1962) c'est John Wayne lui-même qui réalisera plusieurs séquences du film, sans pour autant, à sa demande, être crédité au générique en tant que coréalisateur.
- C'est le premier film qui réunit John Wayne et Lee Marvin à l'écran. Les deux autres sont L'Homme qui tua Liberty Valance (1962) et La Taverne de l'Irlandais (1963), tous les deux réalisés par John Ford.
- C'est également la dernière apparition à l'écran de l'acteur de western Guinn « Big Boy » Williams.
- Les Amérindiens qui jouent dans ce film sont en fait des Apaches, très différents des Comanches.
- Quand John Wayne arrive avec le chariot chez les Comancheros, il leur donne des carabines Winchester. L'histoire se déroule en 1843 alors que les armes Winchester n'ont été inventées qu'en 1866, soit un anachronisme de 23 ans.